# Anaceratagallia brachypterus
Anaceratagallia brachypterus är en insektsart som beskrevs av Karl Henrik Boheman 1847. Anaceratagallia brachypterus ingår i släktet Anaceratagallia och familjen dvärgstritar. Inga underarter finns listade i Catalogue of Life.